# Арена Левый берег
«Арена Левый берег» — футбольный стадион расположенный на территории Золочовской сельской общины, Бориспольский район Киевской области. Домашний стадион футбольного клуба «Левый берег» (Киев). Вместимость арены — 4 700 мест.

## История
Строительство стадиона началось 4 августа 2021 года. 15 октября 2022 года стадион было официально открыт.
28 июля 2023 года на стадионе прошла первая официальная игра: в матче первой лиги «Левый берег» со счетом 5:0 победил «Горняк-Спорт».
29 июля 2023 года, арена «Левый берег» впервые принимала матч Премьер-лиги: «Металлист 1925» — «Шахтёр» (1:2).